# Kammergrab von Gotha
Das Kammergrab von Gotha war eine megalithische oder pseudomegalithische Grabanlage vermutlich der jungsteinzeitlichen Bernburger Kultur in Gotha, Thüringen. Eine Nachbestattung stammt aus der Kugelamphoren-Kultur. Das Grab wurde 1928 beim Kiesabbau gefunden und wenig später zerstört. Zuvor konnte Georg Florschütz noch eine Untersuchung durchführen. Die dabei gemachten Funde befinden sich heute im Historischen Museum auf Schloss Friedenstein in Gotha.

## Lage
Das Grab befand sich im Norden von Gotha in der Flur Ostheim.

## Beschreibung
Das Grab war bei seiner Untersuchung bereits teilweise zerstört. Es besaß eine 0,4 m in den Boden eingetiefte, nordwest-südöstlich orientierte rechteckige Grabkammer mit einer Länge von mindestens 10 m, einer Breite von über 2 m und einer Höhe von etwa 0,8 m. An der südöstlichen Schmalseite befand sich ein 2,2 m langer rampenartiger Zugang. Durch eine quergestellte Steinplatte war die Kammer vom Vorraum getrennt. Die äußeren Wände der Kammer waren nur teilweise erhalten und bestanden aus kleineren Steinen. Im Abstand von 0,25 m hierzu verliefen vermutlich weitere innere Wände aus Holz, die sich nicht erhalten hatten. Auch die Decke könnte aus Holz bestanden haben, auf das eine Schicht aus Kalksteinplatten aufgebracht war, von denen noch Reste erhalten waren. Auch ein Bodenpflaster aus Steinplatten wurde festgestellt; dieses reichte bis zu den inneren Wänden der Kammer.
Die genaue Klassifizierung der Anlage gestaltet sich etwas schwierig. Waldtraut Schrickel ordnete sie als Galeriegrab ein. Hans-Jürgen Beier führte es 1984 zunächst als „Eingesenktes Mauerkammergrab“, 1991 jedoch als Mauerkammergrab (pseudomegalithisch) oder Eingesenktes Kammergrab (megalithisch). Zwar kamen hier offenbar vor allem Holz und kleinformatige Steine zum Einsatz, in ihrem Grundriss ähnelte die Anlage aber eher den hessischen Galeriegräbern als anderen thüringischen Mauerkammergräbern.
Das Grab enthielt zahlreiche Bestattungen, deren genaue Zahl sich nicht sicher bestimmen lässt. Florschütz ging von etwa 100 Individuen aus, doch dürfte die Zahl zu hoch geschätzt sein. Schrickel nahm lediglich die Hälfte an, Beier schreibt von mindestens 27 Personen. Gesichert ist, dass 20 Schädel gefunden wurden. Sechs Skelette lagen in linker und rechter Hockerlage entlang der Seitenwände mit dem Kopf nach Südosten. Ein Skelett befand sich in sitzender Haltung. Zwischen und auf den Skeletten wurden Schädelnester vorgefunden. In einem Fall lag möglicherweise eine Schädelbestattung vor.
Es wurden zahlreiche Grabbeigaben gefunden, die sich aber nur in zwei Fällen bestimmten Individuen zuordnen ließen. Ein Individuum trug eine Kette aus Hundezähnen. Ein vollständig erhaltenes Skelett direkt hinter dem Eingang besaß eine Kugelamphore als Beigabe und konnte somit als Nachbestattung identifiziert werden. Bei den restlichen Grabbeigaben handelt es sich um eine Tasse sowie um meist verzierte Keramikscherben (unter anderem von einem Henkelgefäß und einem Trichterbecher), um Abschläge aus Kieselschiefer, Feuerstein-Geräte (querschneidige und gestielte Pfeilspitzen sowie Klingen), Feuerstein-Abschläge, zwei Knochen-Pfrieme, ein messer- oder pfriemartiges Gerät aus einem Eberzahn, weitere durchlochte Hundezähne (insgesamt 108), einen durchlochten Bärenzahn, den halben Unterkiefer eines Hundes, einen Pferdezahn sowie ein ovales Röllchen aus Kupferblech.
Abgesehen von der Kugelamphore war die kulturelle Zuweisung der restlichen Keramikgefäße nicht eindeutig. Erich Spießbach hielt das Grab für eine Anlage der Kugelamphoren-Kultur, die hier sehr stark von der Bernburger Kultur beeinflusst worden war. Nach Ulrich Fischer gehörte die Kugelamphore zu einer Nachbestattung, während die restlichen Scherben zu den ursprünglichen Bestattungen gehörten und starke Einflüsse aus Hessen aufwiesen. Eine Zugehörigkeit zur Bernburger Kultur verneinte Fischer. Detlef W. Müller und ihm folgend Hans-Jürgen Beier wiederum befürworteten eine Zuordnung zur Bernburger Kultur mit starkem hessischen Einfluss.